# John Kennedy (piragüista)
John Kennedy es un deportista estadounidense que compitió en piragüismo en la modalidad de eslalon. Ganó una medalla de plata en el Campeonato Mundial de Piragüismo en Eslalon de 1977, en la prueba de C2 mixto.

## Palmarés internacional
| Campeonato Mundial | Campeonato Mundial | Campeonato Mundial | Campeonato Mundial |
| Año                | Lugar              | Medalla            | Competición        |
| ------------------ | ------------------ | ------------------ | ------------------ |
| 1977               | Spittal (Austria)  | Medalla de plata   | C2 mixto           |